# Xu Tianlongzi
Xu Tianlongzi (Yantai (Shandong), 11 januari 1991) is een Chinese zwemster. Ze vertegenwoordigde haar vaderland op de Olympische Zomerspelen 2008 in Peking.

## Carrière
Bij haar internationale debuut, op de wereldkampioenschappen zwemmen 2007 in Melbourne, strandde Xu in de halve finales van de 100 meter rugslag. Samen met Nan Luo, Zhou Yafei en Xu Yanwei veroverde ze de bronzen medaille op de 4x100 meter wisselslag.
Tijdens de Olympische Zomerspelen van 2008 in Peking werd de Chinese uitgeschakeld in de series van de 100 meter rugslag. In de series van de 4x100 meter wisselslag vormde ze samen met Sun Ye, Zhou Yafei en Pang Jiaying een team, in de finale sleepte dit drietal samen met Zhao Jing de bronzen medaille in de wacht. Voor haar aandeel in de series werd ze beloond met de bronzen medaille.
In Dubai nam Xu deel aan de wereldkampioenschappen kortebaanzwemmen 2010, op dit toernooi strandde ze in de series van de 200 meter rugslag.

## Internationale toernooien
| Jaar | Olympische Spelen                                              | WK langebaan                         | WK kortebaan     | PanPacs       |
| ---- | -------------------------------------------------------------- | ------------------------------------ | ---------------- | ------------- |
| 2007 |                                                                | 12e 100m rugslag · 4x100m wisselslag |                  |               |
| 2008 | 17e 100m rugslag · 4x100m wisselslag · Xu zwom enkel de series |                                      | geen deelname    |               |
| 2009 |                                                                | geen deelname                        |                  |               |
| 2010 |                                                                |                                      | 15e 200m rugslag | geen deelname |

## Persoonlijke records
Bijgewerkt tot en met 24 oktober 2013

### Kortebaan
| Afstand      | Tijd  | Datum            | Plaats    |
| ------------ | ----- | ---------------- | --------- |
| 50m rugslag  | 26,75 | 14 november 2009 | Berlijn   |
| 100m rugslag | 58,41 | 11 november 2009 | Stockholm |

### Langebaan
| Afstand      | Tijd    | Datum            | Plaats   |
| ------------ | ------- | ---------------- | -------- |
| 50m rugslag  | 28,13   | 1 april 2009     | Shaoxing |
| 100m rugslag | 1.00,82 | 10 augustus 2008 | Peking   |